# Pavel Mrňa
Pavel Mrňa (* 1. srpna 1988) je český hokejový útočník.
Jde o odchovance sparťanského hokeje. Působil však také v Berouně, Benátkách nad Jizerou, Jablonci nad Nisou, Litoměřicích, Roudnici nad Labem či Jihlavě. V sezoně 2011–2012 hrál Plzni, kde měl vyřízené roční hostování ze Sparty, které ale neprodloužil a zamířil hostovat do Litoměřic.

## Kluby podle sezón
- 2003/2004 – HC Sparta Praha
- 2004/2005 – HC Sparta Praha
- 2005/2006 – HC Sparta Praha
- 2006/2007 – HC Sparta Praha, HC Berounští Medvědi
- 2007/2008 – HC Sparta Praha, HC Berounští Medvědi, HC Benátky nad Jizerou
- 2008/2009 – HC Sparta Praha, HC Berounští Medvědi
- 2009/2010 – HC Sparta Praha, HC Berounští Medvědi, HC Vlci Jablonec nad Nisou
- 2010/2011 – HC Stadion Litoměřice, HC Roudnice nad Labem
- 2011/2012 – HC Plzeň 1929, HC Dukla Jihlava
- 2012/2013 – HC Stadion Litoměřice